# Dryopteris calva
Dryopteris calva là một loài thực vật có mạch trong họ Dryopteridaceae. Loài này được Copel. miêu tả khoa học đầu tiên năm 1910.